# Robert Emmett Keane
Pour les articles homonymes, voir Keane.
Robert Emmett Keane, né le 4 mars 1883 à New York (État de New York) et mort le 2 juillet 1981 à Los Angeles (quartier d'Hollywood, Californie), est un acteur américain.

## Biographie
Robert Emmett Keane entame sa carrière au théâtre et joue notamment à Broadway (New York), où il débute en 1914 dans la revue The Passing Show of 1914. Suivent trois comédies musicales en 1917-1918, dont The Grass Widow (avec George F. Marion), d'après la pièce Le Péril jaune d'Alexandre Bisson et Albert de Saint-Albin. S'ajoutent encore deux autres comédies musicales et une seconde revue entre 1929 et 1934, dont Sweet Adeline (en) sur une musique de Jerome Kern (1929-1930, avec Charles Butterworth et Helen Morgan). Toujours à Broadway, il se produit aussi dans six pièces, depuis An Innocent Idea (1920) jusqu'à Broadway Interlude (1934).
Au cinéma, il contribue comme second rôle (parfois non crédité) à près de deux-cents films américains sortis entre 1929 (deux courts métrages) et 1956, dont quelques westerns, comme The Border Legion de Joseph Kane (1940, avec Roy Rogers et Gabby Hayes).
Parmi ses films notables, citons Captain Thunder d'Alan Crosland (son premier long métrage, 1930, avec Fay Wray et Victor Varconi), Des hommes sont nés (1938) suivi par Des hommes vivront (1941) — tous deux de Norman Taurog, avec Spencer Tracy et Mickey Rooney —, Casanova le petit de Sam Wood (1944, avec Gary Cooper et Teresa Wright), ou encore Au carrefour du siècle du même Norman Taurog (1947, avec Brian Donlevy et Robert Walker).
À la télévision américaine, outre un téléfilm de 1954, il apparaît dans cinq séries, depuis The Lone Ranger (série-western, un épisode, 1949) jusqu'à Comment épouser un millionnaire (en) (un épisode, 1958), après quoi il se retire.
En 1932, Robert Emmett Keane épouse en secondes noces l'actrice Claire Whitney (1890-1969), avec laquelle il joue à Broadway dans les pièces précitées An Innocent Idea et Broadway Interlude. Resté veuf à son décès, il meurt à Hollywood en 1981 (à 98 ans) ; il est inhumé à ses côtés au Forest Lawn Memorial Park d'Hollywood Hills.

## Théâtre à Broadway (intégrale)

### Spectacles musicaux
(comédies musicales, sauf mention contraire)
- 1914 : The Passing Show of 1914 (en), revue, musique d'Harry Carrol (en) et Sigmund Romberg, lyrics et sketches d'Harold Atteridge (en) : rôles variés
- 1917 : His Little Widows, musique de William Schroeder, lyrics et livret de Rida Johnson Young (en) et William Carey Duneau (en) : Jack Grayson
- 1917-1918 : The Grass Widow, musique de Louis A. Hirsch (en), lyrics et livret de Channing Pollock et Rennold Wolf, d'après la pièce Le Péril jaune d'Alexandre Bisson et Albert de Saint-Albin, mise en scène de George F. Marion : Larry Doyle
- 1918 : Heed Over Heels (en), musique de Jerome Kern, lyrics et livret d'Edgar Allan Woolf, mise en scène de George F. Marion : T. Anthony Squibbs
- 1929-1930 : Sweet Adeline (en), production d'Arthur Hammerstein, musique de Jerome Kern (orchestrée par Robert Russell Bennett), lyrics et livret d'Oscar Hammerstein II, costumes de Charles Le Maire : Dan Ward
- 1933 : Face the Music (en), revue, musique et lyrics d'Irving Berlin, sketches de Moss Hart, mise en scène de George S. Kaufman, chorégraphie d'Albertina Rasch, direction musicale d'Emil Newman : Hal Reisman
- 1934 : The Only Girl (en), musique de Victor Herbert, lyrics et livret d'Henry Blossom (en) : Andrew McMurray

### Pièces
- 1920 : An Innocent Idea de Martin Brown : Henry Bird
- 1924 : Across the Street de Richard A. Purdy : Kenneth Dodge
- 1926 : Mama Loves Papa de Jack McGowan (en) et Mann Page : Sonny Whitmore
- 1932 : Page Pygmalion de Carl Henkle : John Coates
- 1934 : Hotel Alimony d'A.W. Pezet : Roger Woods
- 1934 : Broadway Interlude d'Achmed Abdullah et William Almon Wolff : Grant Thompson

## Filmographie partielle

### Cinéma
- 1930 : Captain Thunder d'Alan Crosland : Don Miguel
- 1931 : Laugh and Get Rich de Gregory La Cava
- 1935 : Les Mains d'Orlac (Mad Love) de Karl Freund : Raoul
- 1936 : The Big Noise de Frank McDonald : M. Aldrich
- 1936 : L'Homme à l'héliotrope (Forgotten Faces) d'Ewald André Dupont : Fields
- 1937 : Man of the People d'Edwin L. Marin
- 1937 : Saratoga de Jack Conway : R. J. Wittrock
- 1937 : Secrets de famille (A Family Affair) de George B. Seitz : J. Carroll Nichols

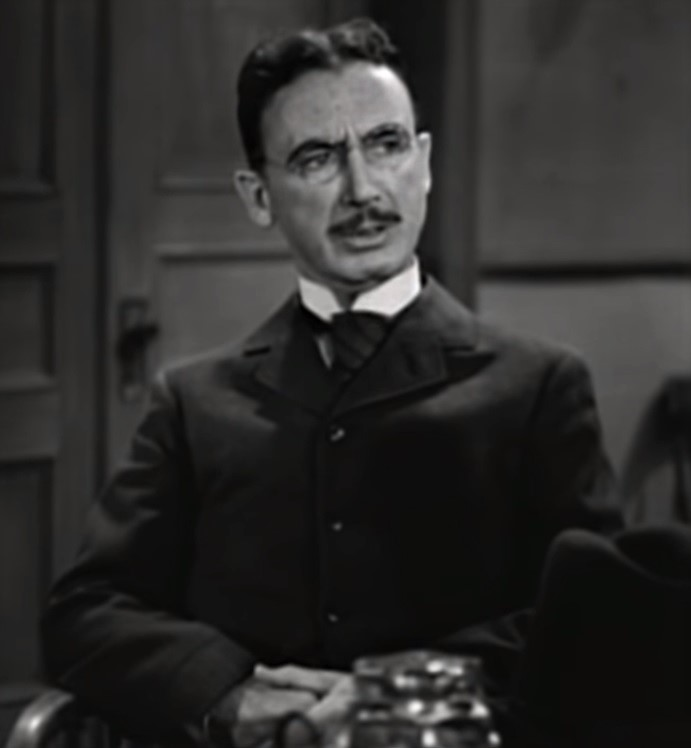
Dans Le Retour de Billy the Kid (1938)

- 1938 : Des hommes sont nés (Boys Town) de Norman Taurog : Burton
- 1938 : Miss Catastrophe (They're Always a Woman) d'Alexander Hall : le rédacteur en chef
- 1938 : Un envoyé très spécial (Too Hot to Handle) de Jack Conway : un chroniqueur étranger
- 1938 : Le Retour d'Arsène Lupin (Arsène Lupin Returns) de George Fitzmaurice : Bill Watkins
- 1938 : Le Retour de Billy the Kid (Billy the Kid Returns) de Joseph Kane : M. Page
- 1939 : Les Aveux d'un espion nazi (Confessions of a Nazi Spy) d'Anatole Litvak : Harrison
- 1939 : Pack Up Your Troubles de H. Bruce Humberstone : Kane
- 1939 : Frères héroïques (The Sun Never Sets) de Rowland V. Lee : Careira
- 1939 : Career de Leigh Jason
- 1939 : Les Aventures d'Huckleberry Finn (The Adventures of Huckleberry Finn) de Richard Thorpe : M. Barklett
- 1939 : Monsieur Smith au Sénat (Mr. Smith Goes to Washington) de Frank Capra : un chroniqueur
- 1940 : The Border Legion de Joseph Kane : Willets
- 1940 : Michael Shayne, Private Detective d'Eugene Forde : Larry Kincaid
- 1940 : Little Nellie Kelly de Norman Taurog : Dr Walton
- 1940 : Lillian Russell d'Irving Cummings : le bijoutier
- 1941 : Le Diable s'en mêle (The Devil and Miss Jones) de Sam Wood : Tom Higgins
- 1941 : Le Mort fictif (Three Girls About Town) de Leigh Jason : le vendeur de cercueils de Mortician
- 1941 : Joies matrimoniales (Mr. and Mrs. Smith) d'Alfred Hitchcock : un commerçant
- 1941 : Des hommes vivront (Men on Boys Town) de Norman Taurog : Burton
- 1941 : L'Appel du Nord (Wild Geese Calling) de John Brahm : Ralph
- 1942 : Madame veut un bébé (The Lady Is Willing) de Mitchell Leisen : le directeur de l'hôtel
- 1942 : Fantômes déchaînés (A-Haunting We Will Go) d'Alfred L. Werker : Parker
- 1942 : La Blonde de mes rêves (My Favorite Blonde) de Sidney Lanfield : Nat Burton
- 1942 : The Man Who Wouldn't Die d'Herbert I. Leeds : Alfred Dunning
- 1942 : Give Out, Sisters d'Edward F. Cline : l'avocat
- 1942 : Ce que femme veut (Orchestra Wives) d'Archie Mayo : le maître d'hôtel du Glen Island Casino
- 1943 : Les Rois de la blague (Jitterbugs) de Malcolm St. Clair : Henry Corcoran
- 1943 : The Good Fellows de Jo Graham
- 1944 : C'est arrivé demain (It Happened Tomorrow') de René Clair : un régisseur
- 1944 : Casanova le petit (Casanova Brown) de Sam Wood : Yokes
- 1945 : Why Girls Leave Home de William Berke : Ed Blake
- 1945 : Frisson d'amour (Thrill of a Romance) de Richard Thorpe : Austin Vemmering
- 1945 : Le Prix du bonheur  (You Came Along) de John Farrow
- 1945 : Désir de femme (Guest Wife) de Sam Wood : Harry
- 1946 : The Hoodlum Saint de Norman Taurog : Dr Treating O'Neill
- 1947 : Au carrefour du siècle (The Beginning or the End) de Norman Taurog : Dr Rand
- 1947 : Angoisse dans la nuit (en) (Fear in the Night) de Maxwell Shane : Lewis Belknap alias Harry Byrd
- 1947 : Telle mère, telle fille (Millie's Daughter) de Sidney Salkow : Henry Harris
- 1947 : Othello (A Double Life) de George Cukor : le second photographe
- 1948 : À toi pour la vie (When My Baby Smiles at Me) de Walter Lang : Sam Harris
- 1948 : La mariée est folle (The Bride Goes Wild) de Norman Taurog : un journaliste

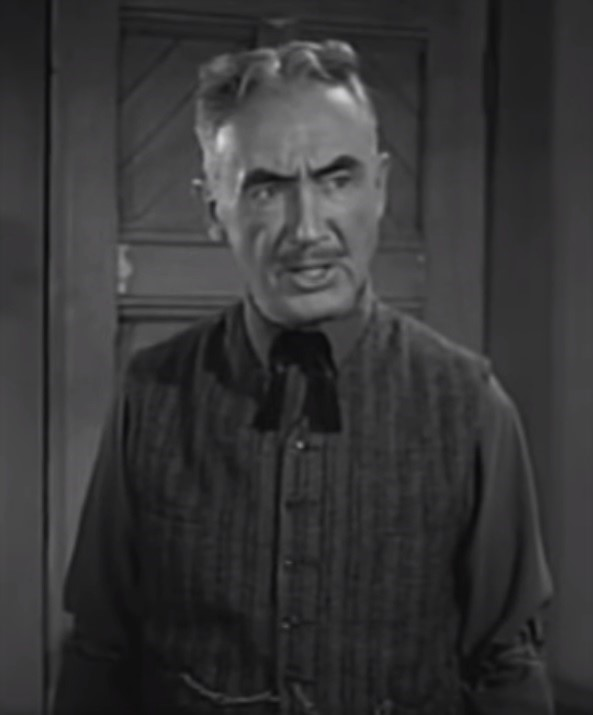
Dans la série-western The Lone Ranger, épisode Le Retour du condamné (1949)

- 1949 : Si ma moitié savait ça (Everybody Does It) d'Edmund Goulding : le directeur de l'hôtel
- 1949 : L'Assassin sans visage (Follow Me Quietly) de Richard Fleischer : le coroner
- 1949 : Je chante pour vous (Jolson Sings Again) d'Henry Levin : Charlie
- 1950 : Le Marchand de bonne humeur (The Good Humor Man) de Lloyd Bacon : Lavery
- 1950 : Le Chant de la Louisiane (The Toast of New Orleans) de Norman Taurog : un membre du Conseil d'administration de l'opéra
- 1954 : Le Kid atomique (en) (The Atomic Kid) de Leslie H. Martinson : M. Reynolds

### Télévision
(séries)
- 1949 : The Lone Ranger, saison 1, épisode 12 Le Retour du condamné (Return of the Convict) de George Archainbaud : Sim Sturgis
- 1958 : Comment épouser un millionnaire (en) (How to Marry a Millionaire), saison 2, épisode 5 Three Stacked Stockholders : M. Bannister